# DJ der guten Laune

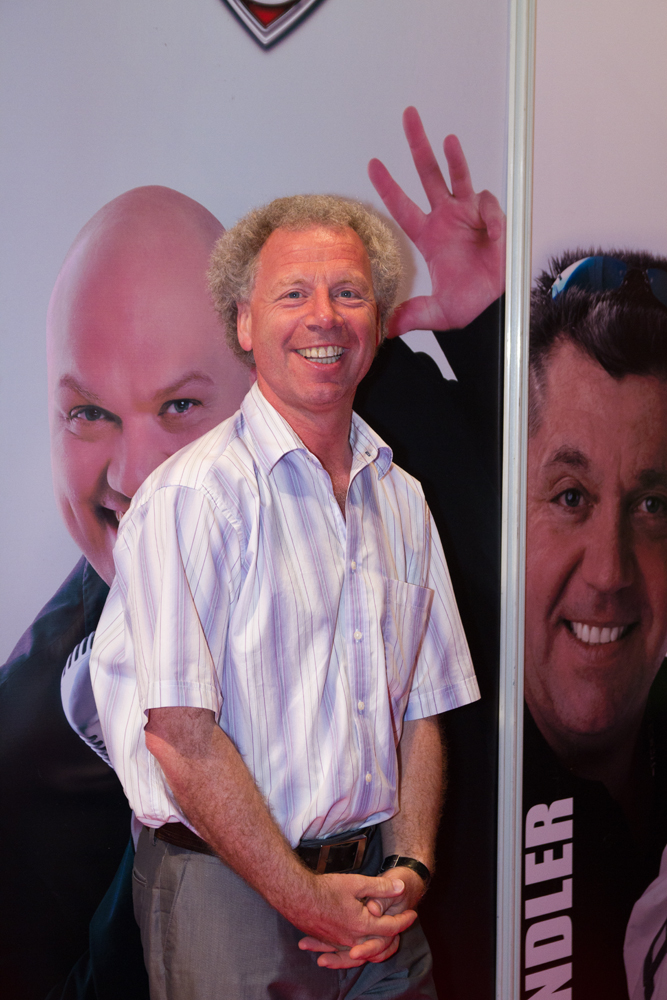
DJ der guten Laune (2011)

Der DJ der guten Laune (* 1955 in Grimlinghausen, bürgerlich Christian Horsters) ist ein deutscher DJ und Lebensmittelaktivist aus Köln.

## Leben
Christian Horsters verbrachte seine Kindheit am Niederrhein. Erst in Orsoy und dann im Alter von 11 Jahren in einem Internat in Xanten. Nach dem Abitur begann er sein Volkswirtschaftsstudium in Köln, was er jedoch vorzeitig beendete. Im Anschluss nahm er einen Job als Großhändler für Ikebana-Zubehör an, den er für etwas länger als ein Jahr ausübte. Seine Ausbildung zum Bürokaufmann startete er im Alter von 26 Jahren. Nach 28 Jahren im Bürojob kündigte er diesen 2011, um seinem Traum als freier Künstler nachgehen zu können.
Bekannt wurde der DJ, nachdem sein skurriler Auftritt auf einer Hochzeitsfeier in Bergisch Gladbach im Mai 2010 von einem Gast, dem Kameramann Sven Lützenkirchen, gefilmt und auf das Videoportal YouTube hochgeladen worden war. Im Hintergrund des Clips hört man die Songs „One Love“ von David Guetta featuring Estelle, gefolgt von „Memories“ von David Guetta featuring Kid Cudi, auf die der DJ intensiv mit voller Freude und Spaß an der Arbeit einging. Das Video verbreitete sich viral im Netz. Es wurde weltweit millionenfach angeschaut und von nationalen und internationalen Medien aufgegriffen. David Guetta selbst schien das Video lustig zu finden und verwies darauf via Twitter.
Der DJ der guten Laune wurde als Guido Westerwelle bei Switch Reloaded parodiert und war in einem Werbespot der deutschen Baumarktkette OBI zu sehen.
Seit Dezember 2010 werden seine Single „Hands in the Sky“ und die Doppel-CD „The Happiest DJ's Party Mix“ über das Label EMI vertrieben.

## Sonstiges
Christian Horsters ist verheiratet und zweifacher Vater erwachsener Söhne. Er engagiert sich seit 2012 öffentlich gegen Lebensmittelverschwendung.